# Schorndorf (Baviera)
Schorndorf è un comune tedesco di 2 578 abitanti, situato nel land della Baviera.